# 更始 (漢)
更始（こうし）は、新末後漢初、劉玄（更始帝・淮陽王）が建てた元号。
劉玄の更始朝は統一政権ではないが、その年号である更始は『後漢書』などの歴史書の紀年に使われている。23年 - 25年。

## 出来事
- 元年
  - 2月：平林軍にいた更始将軍劉玄が皇帝（更始帝）に即位して漢朝復興を称し、建元して更始と改元。
  - 6月：劉秀が昆陽の戦いで新軍に勝利する。
  - 9月：更始軍、長安に攻め入り、王莽を殺害。
- 2年
  - 長安に遷都。
- 3年
  - 6月：劉秀が更始朝より自立し皇帝を称す（光武帝）。
  - 赤眉軍、劉盆子を皇帝に立てる。
  - 9月：赤眉軍、長安攻撃。
  - 10月：劉玄・赤眉軍に降り、伝国璽を劉盆子に譲渡。

## 西暦との対照表
| 更始 | 元年 | 2年  | 3年  |
| 西暦 | 23年 | 24年 | 25年 |
| 干支 | 癸未 | 甲申 | 乙酉 |

## 他元号との対照表
| 更始 | 元年   | 2年   | 3年    |
| 後漢 | -      | -     | 建武元 |
| 隗囂 | 漢復元 | 漢復2 | 漢復3  |
| 成家 | -      | -     | 龍興元 |
| 赤眉 | -      | -     | 建世元 |